# KV50
KV50 (Kings' Valley 50) è la sigla che identifica una delle tombe della Valle dei Re in Egitto; sepoltura di animali.
KV50 è forse tra le più piccole della Valle dei Re e fa parte, con KV51 e KV52, di un gruppo noto anche come Tombe degli Animali. Al suo interno, infatti, Edward Russell Ayrton, nel 1906, rinvenne le mummie di un cane e di una scimmia. 
La vicinanza con la KV35 di Amenhotep II ha fatto ipotizzare, ma nulla vale a suffragare tale ipotesi, che le tre tombe ospitassero gli animali preferiti del faraone.
Sottoposta e furti in antico, al suo interno vennero rinvenuti anche frammenti di un sarcofago di legno verosimilmente destinato a contenere uno o entrambi gli animali. Sia il cane che la scimmia erano stati sottoposti ad un processo di mummificazione molto simile a quello umano, ma erano privi di bende; si è pertanto ipotizzato che, come per gli umani, tra gli strati di fasciatura fossero stati inseriti amuleti oggetti di furto.
Scavi recenti eseguiti dal Supremo Consiglio delle Antichità egiziano hanno consentito il ritrovamento di ceramiche blu della XVIII dinastia con iscrizioni in ieratico e rappresentazioni di una regina seduta, un cartiglio di Ramses II e schizzi di scene sessuali tra una donna e animali.
|      | Cane | Scimmia | Babbuino | Oca | Ibis |
| ---- | ---- | ------- | -------- | --- | ---- |
| KV50 | 1    | 1       | -        | -   | -    |
| KV51 | -    | 3       | 1        | 3   | 1    |
| KV52 | -    | 1       | -        | -   | -    |

### Annotazioni
1. ↑  Le tombe vennero classificate nel 1827, dalla numero 1 alla 22, da John Gardner Wilkinson in ordine geografico. Dalla numero 23 la numerazione segue l’ordine di scoperta.

### Fonti
1. ↑  Theban Mapping Project
2. ↑  Nicholas Reeves e Richard Wilkinson, The complete valley of the Kings, New York, Thames & Hudson, 2000, p. 185.
3. ↑  Egyptian Archaeology (pubblicazione della Egypt Exploration Society), novembre 2010, n.ro 37 p. 26.
4. ↑  Reeves & Wilkinson (2000), p. 185.